# Jetis (Klaten Selatan)
Jetis is een bestuurslaag in het regentschap Klaten van de provincie Midden-Java, Indonesië. Jetis telt 2224 inwoners (volkstelling 2010).